# Rozenboog

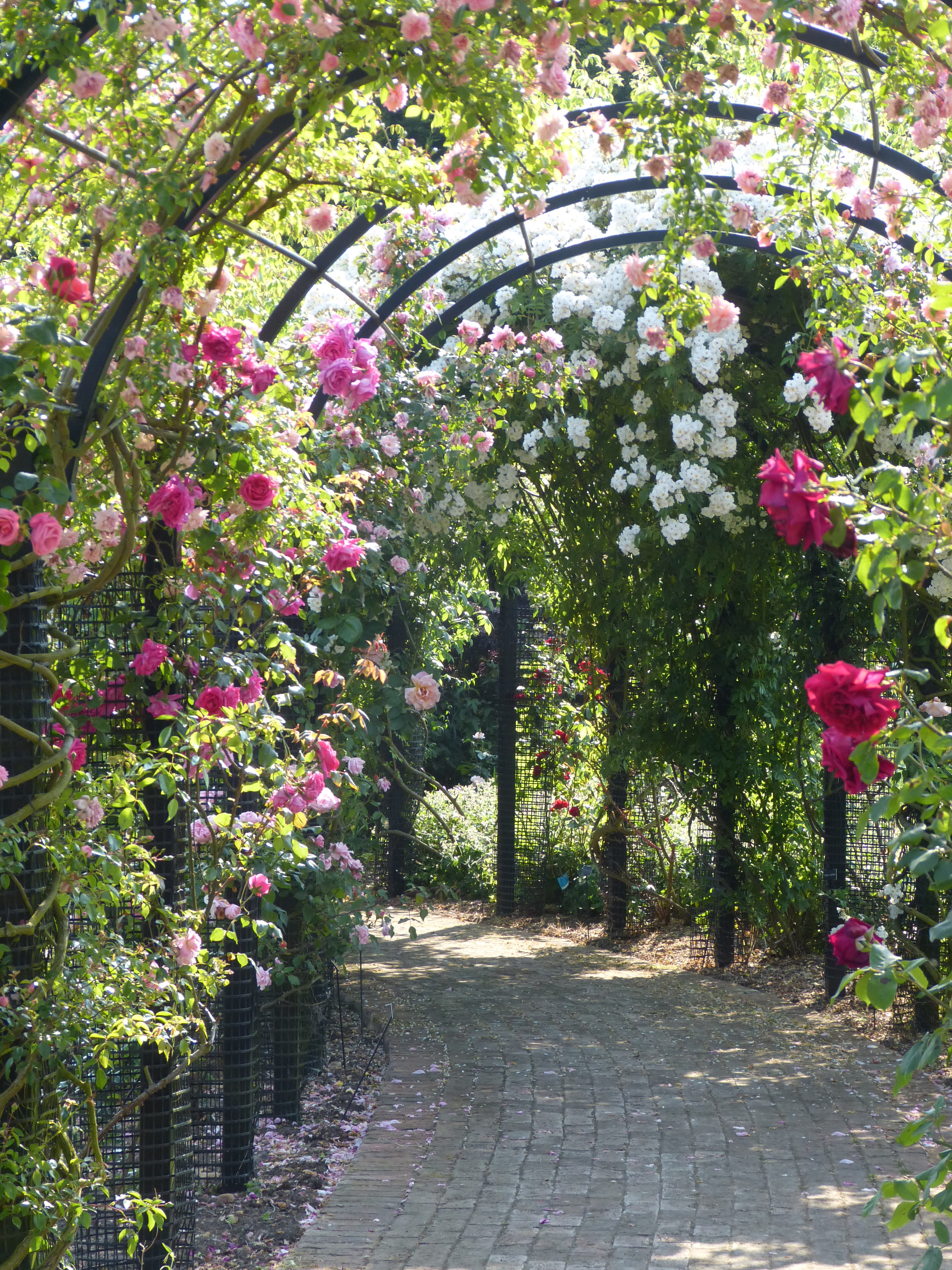
Pergola met rozenbogen

Een rozenboog is een tuindecoratie, die de ingang van een tuin kan markeren. Rozenbogen worden meestal van metaal gemaakt.
De constructie vormt een raster, zodat klimrozen en andere klimplanten de boog kunnen begroeien.